# Tsunoshima
Tsunoshima (角島) là một hòn đảo nằm ở Biển Nhật Bản. Nó nằm ở phía Tây Bắc của tỉnh Yamaguchi, là một phần của thành phố Shimonoseki. Hòn đảo có diện tích 4,1 kilômét vuông (1,6 dặm vuông Anh) và đường bờ biển dài 17,1 kilômét (10,6 mi). Đảo được tạo thành chủ yều từ Đá bazan và là một phần của Vườn quốc gia Kita-Nagato Kaigan Quasi. Tính đến năm 2008, dân số trên đảo là 907 người.

## Địa lý
Sau khi tách ra khỏi đảo Honshu, Tsunoshima ngày nay có thể đến được nhờ cầu Tsunoshima dài 1,78 km, đã được hoàn thành vào năm 2000.